# Eptatretus indrambaryai
Eptatretus indrambaryai är en ryggsträngsdjursart som beskrevs av Wongratana 1983. Eptatretus indrambaryai ingår i släktet Eptatretus och familjen pirålar. IUCN kategoriserar arten globalt som livskraftig. Inga underarter finns listade i Catalogue of Life.